# Donacia galaica
Donacia galaica es una especie de insecto coleóptero de la familia Chrysomelidae.
Fue descrita científicamente en 1959 por Báguena.